# Cabeça de Rapaz Napolitano
Cabeça de Rapaz Napolitano é um óleo sobre madeira da autoria do pintor português Henrique Pousão. Pintado em 1882 e mede 44,5 cm de altura e 33,5 cm de largura.
A pintura pertence ao Museu Nacional de Soares dos Reis de Porto.